# Newcombe n.º 260
Newcombe n.º 260 es un municipio rural canadiense situado en la provincia de Saskatchewan.

## Superficie
Newcombe n.º 260 tiene una superficie de 1094,64 km².

## Demografía
En 2021, tenía 356 habitantes, una densidad poblacional de 0,3 hab./km², y 133 viviendas.